# Der letzte Atemzug – Gefangen am Meeresgrund
Der letzte Atemzug – Gefangen am Meeresgrund (Originaltitel: Last Breath) ist ein britisch-belgisch-schwedischer Dokumentarfilm von 2019. Mit Archivmaterial, Nachstellungen und Interviews erzählt er von einem Unglück in der Nordsee, bei dem ein Berufstaucher von der Luftzufuhr abgeschnitten wird und seine Kollegen versuchen, ihn zu retten.

## Inhalt
Am 18. September 2012 befinden sich die drei Sättigungstaucher Chris Lemons, Dave Yuasa und Duncan Allcock etwa 90 Meter unter dem Meeresspiegel. Sie führen mitten in der Nordsee Reparaturarbeiten an einer Anlage zur Ölförderung durch. Chris und Dave sind in Taucheranzügen per Nabelschnur mit einer Tauchkugel verbunden, in der sie von Duncan überwacht werden und die ihrerseits mit dem Schiff Bibby Topaz an der Oberfläche verbunden ist. Ein Computersystem sorgt dafür, dass das Schiff ständig seine Position über den Tauchern hält, ohne einen Anker zu benötigen.
Während eines schweren Sturms mit Wellen von mehr als fünf Metern Höhe fällt das Computersystem auf dem Schiff plötzlich aus und die Bibby Topaz driftet rasch ab, wobei sie die Tauchkugel mitzieht. Chris und Dave erhalten den Befehl, sofort in die Tauchkugel zurückzukehren. Dave schafft es auch rechtzeitig, aber Chris bleibt zurück, da seine immer straffer werdende Nabelschnur sich an der Ölförderungsanlage verfangen hat. Die Nabelschnur, die ihn vor allem mit Heliox als Atemluft versorgt, hält den enormen Zugkräften nicht lange stand und reißt. Atembare Luft kann er nun nur noch für geschätzt fünf Minuten aus einer Reservegasflasche beziehen, die an seinem Taucheranzug befestigt ist.
Nach einigen Minuten schafft es die Mannschaft auf dem Schiff, die Bibby Topaz per manueller Steuerung zu wenden und zu der Position oberhalb von Chris zurückzusteuern. Die Mannschaft schickt ein ROV, ein ferngesteuertes, unbemanntes U-Boot, zur Ölförderanlage, in der Hoffnung, Chris dort zu finden. Etwa 20 Minuten nach dem Riss der Nabelschnur finden sie ihn tatsächlich und sehen in dem vom ROV übertragenen Kamerabild, dass er sich noch schwach bewegt, aber bald nur noch still da liegt. Etwa 30 Minuten nach dem Riss der Nabelschnur wird der regungslose Chris von Dave in die Tauchkugel gebracht, wo er nach kurzer Mund-zu-Mund-Beatmung wieder zu Bewusstsein kommt. Über die Gründe dafür, dass Chris länger, als zu erwarten war, überlebt hat, können er und seine Kollegen nur spekulieren. Chris selbst äußert eine Vermutung, dass das sehr kalte Wasser seine Körperfunktionen derart verlangsamt haben könnte, dass der im Organismus gespeicherte Sauerstoff weit länger als die zu erwartenden fünf Minuten reichte.
Drei Wochen später, nach einer Genesungsphase, führt er mit seinen Kollegen wieder Taucheinsätze durch.

## Veröffentlichung
Erstmals vorgeführt wurde der Film am 28. Februar 2019 im Rahmen des Glasgow Film Festivals 2019. Am 5. April 2019 startete er in britischen Kinos. Die deutsche Erstaufführung war am 11. September 2019 bei Arte.
Ko-Direktor Alex Parkinson drehte später unter demselben Titel Last Breath einen Spielfilm über dieses Ereignis, der Ende Februar 2025 in die Kinos kam. In den Hauptrollen waren Finn Cole (Chris), Woody Harrelson (Duncan) und Simu Liu (Dave) zu sehen.

## Rezeption
Kritiker beurteilten den Film als konzentriert auf Spannungserzeugung in Thriller-Manier und auf die Rettung des verunglückten Tauchers, bemängelten aber das fehlende Interesse des Films an den Ursachen, die zu dem Unglück geführt haben. Sowohl Film-Dienst als auch The Guardian und Empire bewerteten den Film mit drei von fünf möglichen Sternen.